# Uche Nwaneri
(en) Statistiques sur pro-football-reference
Uchechukwu Eberechukwu Nwaneri , né le 20 mars 1984 à Dallas au Texas et mort le 30 décembre 2022 à West Lafayette en Indiana, est un sportif professionnel américain de football américain qui a évolué au poste d'offensive guard dans la National Football League (NFL) pendant huit saisons (2007-2014). 
Au niveau universitaire, il a joué pour les Boilermakers de l'université Purdue dans la NCAA Division I FBS pendant quatre saisons.
Il est ensuite sélectionné par la franchise des Jaguars de Jacksonville lors de la draft 2007 où il reste jusqu'en fin de saison 2013. Il termine ensuite sa carrière chez les Cowboys de Dallas en 2014 où il intégré l'équipe d'entrainement (practise squad).
Après sa carrière sportive, il devient youtuber, analysant les maths de football américain sur sa chaine « The Observant Lineman ».

## Biographie
Nwaneri joue au niveau universitaire avec les Boilermakers de Purdue pendant quatre saisons.
Il est sélectionné en 149e choix global lors du cinquième tour de la draft 2007 de la NFL par les Jaguars de Jacksonville.
Il joue un rôle de remplaçant lors de sa saison rookie et n'apparait que lors de neuf matchs dont un en tant que titulaire.
Il devient titulaire au poste de right guard dès sa deuxième saison et le reste pendant six saisons. Nwaneri est libéré par les Jaguars après la saison 2013. Il rejoint sa ville natale en signant chez les Cowboys de Dallas. Il est cependant libéré avant le début de la saison et décide de prendre sa retraite de la NFL après avoir disputé 104 matchs professionnels dont 92 en tant que titulaire.
Nwaneri ouvre ensuite la chaine « The Observant Lineman » sur YouTube où il analyse la NFL et en particulier les Jaguars.
Le 30 décembre 2022, il meurt selon les premières constatations d'un arrêt cardiorespiratoire au domicile de sa femme à West Lafayette,,,,.